# Petar Biškup Veno
Petar Biškup – Veno (Podgorci kraj Bjelovara, 4. travnja 1918. – Pčelić kraj Virovitice, 28. travnja 1945.), narodni heroj iz vremena Drugoga svjetskog rata. 

## Životopis
Majka mu se zvala Marija, a po zanimanju je bio ličilac. Član je Komunističke partije od 1937. godine.
Travanjski rat ga je zatekao na služenju vojnog roka. Kao ratni zarobljenik, bio je mobiliziran u Domobranstvo NDH. Poslije kraće službe, pobjegao je iz domobrana i vratio se u Zagreb. 
Po dolasku u okupirani Zagreb, povezao se s članovima KPJ i SKOJ-a, kao i ostalim antifašistima, i sudjelovao u sabotažama, diverzijama i drugim akcijama usmerenim protiv okupatora i ustaškog režima. Bio je sudionik paljenja stadiona na zagrebačkoj periferiji u Maksimiru. Poslije ove akcije, otišao je u partizane.
Isprva su se nalazili u okolini Zagreba, a poslije sukoba s ustašama, morali su se povući prema Kalniku i Bilogori. Po dolasku na Bilogoru, primio je dužnost političkog komesara Bilogorske partizanske čete. Početkom 1942. godine, prebačen je Slavoniju, gdje je preuzeo dužnost političkog komesara bataljuna u Šesnaestoj omladinskoj udarnoj brigadi „Joža Vlahović“. Krajem 1943. godine, postavljen je za političkog komesara, a nešto kasnije i za zapovjednika Osamnaeste slavonske brigade.
Tijekom 1944. godine, prebačen je iz Slavonije u Zagrebačku oblast i tu je primio dužnost zapovjednika 32. zagorske divizije Desetog zagrebačkog korpusa. Tijekom završnih operacija za oslobođenje Jugoslavije, njegova postrojba se borila protiv njemačko-ustaških jedinica.
Poginuo je 28. travnja 1945. u borbi protiv Nijemaca kod Pčelića u okolici Virovitice. Bio je sahranjen u Slatini, a posmrtni govor na sahrani održao mu je Kosta Nađ, zapovjednik Treće armije JA. Njegov grob je kasnije premješten na Staro groblje sv. Andrije u Bjelovaru.
Poznat je pod ratnim nadimkom Veno.

## Nasljeđe
Ukazom Prezidija Narodne skupštine Federativne Narodne Republike Jugoslavije, 14. prosinca 1949. godine, proglašen je za narodnog heroja.
Po njemu je nazvana ulica u Bjelovaru. Osnovna škola u mjestu Rovišće pokraj Bjelovara nosila je njegovo ime.